# Guerra jinshin
La guerra Jinshin (in giapponese: 壬申の乱) fu una guerra di successione in Giappone che scoppiò nel 672 a seguito della morte dell'imperatore Tenji. Il nome si riferisce al jinshin (壬申) o nono anno del sessantesimo anno del ciclo di calendario Jikkan Jūnishi, corrispondente all'occidentale anno 673.
Tenji aveva originariamente designato suo fratello il principe Ōama, quale suo successore, ma successivamente cambiò idea e nominò invece suo figlio, il principe Ōtomo. Nel corso della violenta disputa che si originò tra le due fazioni rivali, Ōtomo, riuscì a prendere il trono come imperatore, morì dopo meno di un anno di regno. Gli succedette suo zio Ōama col nome di Tenmu.

## Antefatto
L'imperatore Tenji ascese al trono e pose la propria capitale a Ōmi-Ōtsu (attuale Ōtsu, prefettura di Shiga). Egli fece del suo meglio per reggere un paese che fosse forte, imitando quello che aveva fatto la dinastia Tang in Cina, importando la cultura, l'architettura ed il sistema politico Tang. Il Giappone voleva a tutti costi dimostrare di essere più potente anche della Cina stessa perché per la sua naturale debolezza temeva una invasione ad opera dei Tang.
L'altra necessità di Tenji era assicurarsi una successione. La sua imperatrice consorte era Yamato-hime ma  non gli aveva dato alcun figlio e pertanto egli si vide costretto a scegliere l'uomo giusto a succedergli tra i figli avuti dalle altre sue mogli non imperiali. Il principe Takeru era il primogenito ma era muto per natura e morì quando aveva appena sette anni. Il principe Ōtomo era il successivo figlio, duro lavoratore e molto intelligente, al punto da poter essere il successivo imperatore.
Anche se Ōtomo era quasi perfetto per quella carica, sua madre non era all'altezza per nascita in quanto proveniva dall'area rurale da una famiglia di signori locali e non era imparentata con alcuna casata imperiale, il che poneva lo stesso Ōtomo in svantaggio per la successione.
Nel contempo, il fratello minore dell'imperatore Tenji aveva il medesimo rango di Ōtomo. Questi aveva gli stessi genitori dell'imperatore, con la sola differenza di essere più giovane. La sua reputazione era maggiore di quella di Ōtomo perché era più altolocato per nascita ed era percepito come il più adatto ad essere il naturale successore dell'imperatore in carica. Iniziarono così i problemi.
Nel 670 l'imperatore Tenji si ammalò e resosi conto di non poter vivere a lungo, voleva che dopo la sua morte la dinastia imperiale passasse a suo figlio, il principe Ōtomo. Dal momento che il principale rivale di Ōtomo era Ōama, l'imperatore tentò di fugare Ōama da una possibile successione. Egli invitò il principe nella sua camera da letto e chiese direttamente a Ōama se avesse intenzione di prendere per sé il trono. Se Ōama avesse risposto sì, l'imperatore l'avrebbe certamente fatto arrestare e punito come traditore. Il principe Ōama era intelligente a bastanza da capire questo tranello e come prevedibile rispose di non aver volontà sulla successione al trono e di volere che suo nipote Ōtomo ascendesse come futuro imperatore. Egli aggiunse inoltre di volersi fare monaco piuttosto che ereditare il trono e che si sarebbe ritirato nel tempio di Yoshino. Dal momento che non vi erano ragioni per punire Ōama, l'imperatore accettò la proposta del principe e Ōama si portò a Yoshino il giorno successivo per divenire monaco.
L'imperatore dichiarò Ōtomo suo successore e lo stesso principe convocò nella camera da letto dell'imperatore sei testimoni che giurarono di aiutarlo a mantenere questa carica di fronte all'imperatore. Il sovrano morì alcuni giorni dopo.

## La guerra
Dopo la morte dell'imperatore, il principe Ōtomo iniziò le attività amministrative come nuovo sovrano. Soga no Akae (蘇我赤兄), Soga no Hatayasu (蘇我果安), Kose no Omi Hito (巨勢臣比等), Ki no Ushi (紀大人) e altri lo seguirono fedelmente.
Sull'altro fronte, il principe Ōama aveva solo finto di divenire monaco al tempio di Yoshino, ma in realtà era alla ricerca di una possibilità di ribellarsi ad Ōtomo e di prenderne il posto. Egli segretamente iniziò a raccogliere armi e soldati per preparare un colpo di Stato. Nel settimo mese del 672, partì da Yoshino alla volta del Palazzo di Ōtsu dove si trovava l'imperatore Ōtomo.
Malgrado questo nel suo percorso incontrò non poche difficoltà col suo esercito: in diverse contee delle guerriglie rallentarono di diversi giorni il suo avanzare, cercando nel contempo di raccogliere degli accoliti per la propria causa.
La guerra perdurò per circa un mese. Dopo una lotta disperata, Ōama riuscì a prendere la capitale. Ōtomo venne estromesso dal palazzo e fuggì sul monte Nagara non lontano dal palazzo, dove si strangolò a morte. Quanti lo supportarono vennero arrestati dalle truppe di Ōama e puniti come criminali di guerra.
Il vincitore, il principe Ōama, mise a ferro e fuoco la capitale e fece ritorno ad Asuka dove costruì il palazzo di Asuka-Kiyomihara, sposando poco dopo l'imperatrice Uno-Sarara.